# Histoire d'un sous-maître
Histoire d'un sous-maître est un roman d'Erckmann-Chatrian paru en 1871 chez Hetzel. Il évoque l'éducation de l'époque, avec un point de vue anticlérical.

## Intrigue
L'histoire se déroule sous la Restauration. Un jeune homme pauvre, Jean-Baptiste Renaud,  quitte Saint-Nicolas-de-Port en 1816 et s'engage comme assistant (sous-maître) auprès de l'instituteur d'Abreschviller dans la Moselle. Une religieuse, sœur Adélaïde, et le curé du village liguent les villageois contre ses cours du soir. Renaud est muté dans un hameau pauvre, Les Roches, où il ne peut vivre des faibles contributions des parents d'élèves ; il met au point un système de formation pour les enfants de la communauté locale des anabaptistes, mais refuse de les convertir en expliquant que ce n'est pas la mission d'un enseignant. Le curé le contraint à la démission. Renaud devient l'assistant puis le successeur de l'herboriste de Lorquin, et se marie.

## Principales éditions
- Histoire d'un sous-maître, Paris, J. Hetzel et cie, 1871, 283 p.
- Histoire d'un sous-maître, illustrations d'André Galland, Paris, Hachette, 1950, 126 p.
- Histoire d'un sous-maître, illustrations de Marcel Gaillard, Blainville-sur-Mer, l'Amitié par le livre, 1976, 187 p.  (ISBN 978-2-7121-0028-5).
- Histoire d'un sous-maître, illustrations de James Van der Straeten, Abreschviller, éditions La Valette, 2012, 103 p.  (ISBN 979-10-91590-00-6)[3].